# Allakaket
Allakaket és una ciutat de l'Àrea censal de Yukon-Koyukuk a l'estat d'Alaska dels Estats Units d'Amèrica. Segons el cens del 2007 tenia 87 habitants.

## Demografia
Segons el cens del 2000 Allakaket tenia 97 habitants, 41 habitatges, i 18 famílies La densitat de població era de 10,4 habitants/km².
Dels 41 habitatges en un 26,8% hi vivien nens de menys de 18 anys, en un 31,7% hi vivien parelles casades, en un 7,3% dones solteres, i en un 53,7% no eren unitats familiars. En el 53,7% dels habitatges hi vivien persones soles el 2,4% de les quals corresponia a persones de 65 anys o més que vivien soles. El nombre mitjà de persones vivint en cada habitatge era de 2,37 i el nombre mitjà de persones que vivien en cada família era de 3,68.
Per edats la població es repartia de la següent manera: un 23,7% tenia menys de 18 anys, un 19,6% entre 18 i 24, un 22,7% entre 25 i 44, un 25,8% de 45 a 60 i un 8,2% 65 anys o més.
L'edat mitjana era de 32 anys. Per cada 100 dones hi havia 142,5 homes. Per cada 100 dones de 18 o més anys hi havia 155,2 homes.
La renda mitjana per habitatge era de 16.563 $ i la renda mitjana per família de 33.125 $. Els homes tenien una renda mitjana de 13.750 $ mentre que les dones 35.417 $. La renda per capita de la població era de 10.912 $. Aproximadament l'11,8% de les famílies i el 12,9% de la població estaven per davall del llindar de pobresa.

## Poblacions properes
El següent diagrama mostra les poblacions més properes.